# Carlos Michelsen Uribe
Carlos Michelsen Uribe (Bogotá, 27 de diciembre de 1850–21 de mayo de 1930) fue un químico, empresario, científico, filántropo banquero, diplomático y académico, periodista y educador colombiano, de origen danés y polaco asquenazí.
Fue miembro ilustre del Partido Liberal Colombiano y cabeza de la familia Michelsen. Michelsen es uno de los precursores de la ciencia moderna en Colombia, además de un académico de amplio recorrido en varios campos del saber, y pensador muy influyente a finales del siglo XIX y comienzos del XX.
Michelsen fue uno de los promotores de la agricultura colombiana, trabajando en el periódico El Agricultor, y fundado sociedades profesionales y de tecnificación de este campo, como motor de la riqueza en el país.

## Biografía
Karl Mikael Maria Michelsen Uribe nació en Bogotá, República de Nueva Granada, el 27 de diciembre de 1850, en el seno de una familia de migrantes judíos asquenazí, de origen polaco-danés.
Cursó su educación primaria en el Liceo de la Infancia, regentado por el escritor Ricardo Carrasquilla. Luego ingresó en 1866 al Colegio Mayor de Nuestra Señora del Rosario, donde se licenció en química. Allí conoció a Ezequiel Uricoechea, de quien fue gran amigo, y su colaborador constante en la propagación del conocimiento en Colombia.
En 1871 se graduó en la primera promoción en la Escuela de Ciencias Naturales de la Universidad Nacional de Colombia, obteniendo el título de profesor de Ciencias Naturales. Ese mismo año fue incluido en las Academia Nacional de Ciencias Naturales y la Sociedad de Agricultores Colombianos. También encabezó la Primera Exposición Agrícola e Industrial, en 1871.
En 1879, Michelsen trabajó brevemente como director en el periódico El Agricultor, medio impreso de la sociedad de agricultores, que tuvo que cerrar en 1884 por la guerra civil, hasta su reapertura en 1890. Este periódico fue fundado en 1868 por el polímata conservador Alberto Urdaneta y el sabio liberal y presidente encargado de la época Salvador Camacho Roldán.
Carlos Michelsen Uribe falleció el 21 de mayo de 1930, a los 79 años de edad, en su residencia de la Calle 14.

## Familia
Carlos Michelsen Uribe, si bien nació en Colombia, no pertenecía a la élite de su país, puesto que su familia apenas se estaba afianzando en ese país. Sus padres eran el comerciante Karl Ivan Michelsen Koppel, primer cónsul en Dinamarca; y María del Carmen Uribe Ibáñez. Sus hermanos eran Daniel, Julio, Daniel II, Ernesto (banquero), y Gustavo Michelsen Uribe, siendo Carlos el menor de los hijos.ˈ

### Ascendencia y parentela
Su padre era danés, e hijo del polaco Isak Michelsen, judío asquenazí. Su madre era colombiana, hija de la famosa dama Bernardina Ibáñez, con quien el expresidente Francisco de Paula Santander tuvo amoríos, antes de que la dama se casara con Saturnino Uribe Uribe. Su tía abuela materna era Nicolasa Ibáñez, amante en su momento con el expresidente Simón Bolívar, y matrona de la familia Caro, por su matrimonio con Antonio José Caro, siendo la madre del poeta José Eusebio Caro, y abuela del expresidente Miguel Antonio Caro Tovar.
Su hermano Gustavo era el bisabuelo de Paulo Laserna Phillips, ya que el padre de Laserna, Guillermo, era esposo de su nieta Natalie Phillips Michelsen. Guillermo era a su vez hermano del educador Mario Laserna Pinzón, abuelo materno de la política colombiana Paloma Valencia Laserna, cuyo padre era Ignacio Valencia López, hijo del expresidente Guillermo León Valencia, y nieto del poeta Guillermo Valencia Castillo.

### Matrimonio y descendencia
Carlos contrajo matrimonio con Antonia Lombana Buendía y Barreneche, el 13 de junio de 1877, en Bogotá, con quien tuvo a sus hijos Cecilia, Luis, José Carlos Roberto Higinio (o simplemente Roberto), Jorge Carlos y María Michelsen Lombana.
Antonia era hermana del político liberal y académico José María Lombana Barreneche, bisnieta de Nicolasa Cuervo Rojas, tía del escritor y exdesignado presidencial Rufino Cuervo Barreto, lo que convierte a Antonia en tía segunda de Cuervo. Rufino era a su vez consuegro del expresidente José Ignacio de Márquez, padre de los ilustres Rufino José y Antonio Basilio Cuervo, y patriarca de la familia Cuervo.
Respecto a sus hijos, María contrajo matrimonio con el empresario y político Alfonso López Pumarejo, con quien tuvo al expresidente Alfonso López Michelsen.

## Obras
- Ferrocarril de Santa Marta